# Héctor Núñez
Héctor „Pichón“ Núñez Bello (* 8. Mai 1936 in Montevideo; † 19. Dezember 2011 in Madrid, Spanien) war ein uruguayisch-spanischer Fußballspieler und -trainer.

## Spielerlaufbahn

### Verein
Der Stürmer galicischer Abstammung begann seine Karriere mit 15 Jahren bei Liverpool Montevideo in der dortigen Fünftliga-Mannschaft. 1954 wechselte er zu Nacional Montevideo und debütierte dort noch im gleichen Jahr in der Ersten uruguayischen Liga. 1956 und 1957 konnte er beim uruguayischen Hauptstadtklub mit seinen Mitspielern die uruguayische Meisterschaft gewinnen. 1957 wurde ihm dabei die Ehre zuteil, zum besten Spieler Uruguays gewählt zu werden. Nachdem er mit Nacional 1958 die Trofeo Teresa Herrera nach Uruguay holte, weckte er durch seine beim Turnier gezeigten Leistungen das Interesse einiger spanischer Vereine. So wurde neben Granada und Celta de Vigo auch Valencia auf ihn aufmerksam. Zu letztgenanntem Verein wechselte er dann im Alter von 22 Jahren nach Spanien, wo er am 8. April 1959 gegen den englischen Verein FC Everton zu seinem ersten Einsatz kam. Den weitaus größten Teil seiner Spielerlaufbahn, nämlich sieben Spielzeiten, verbrachte er dort beim FC Valencia. Mit dieser Mannschaft gewann er zweimal den Messestädte-Pokal. Anschließend spielte er noch eine Saison für den RCD Mallorca und anderthalb Spielzeiten für Levante UD.

### Nationalmannschaft
Núñez war auch Mitglied der uruguayischen Nationalmannschaft. Von seinem Debüt am 28. Juli 1957 bis zu seinem letzten Einsatz am 2. April 1959 kam er siebenmal zum Einsatz. Ein Tor erzielte er nicht.

## Trainerlaufbahn
Núñez ging nach Ende seiner Spielerkarriere diversen Trainertätigkeiten bei Vereinsmannschaften und Nationalmannschaften weltweit nach. So trainierte er in Spanien beispielsweise die Vereine FC Granada, Atlético Madrid (Fünf Partien der Saison 1978/79, bevor im Zuge einer Konfrontation mit dem Brasilianer Luiz Pereira seine Tätigkeit schon bald endete), CD Teneriffa, Rayo Vallecano, Valencia (Dezember 1993 bis 10. März 1994 nach nur 2 Siegen aus elf Partien) und Real Valladolid, war in Mexiko bei Guadalajara und in Saudi-Arabien bei Al Nassr unter Vertrag. In seiner uruguayischen Heimat gewann er als Trainer Nacionals die Copa Interamericana und die Recopa Sudamericana. Sein dortiges Traineramt hatte er am 5. Januar 1989 angetreten und übte es bis Anfang 1990 aus. Als Nationaltrainer absolvierte er anschließend eine Amtszeit in Costa Rica. Bereits im November 1990 endete dieses Engagement. Von 1994 bis 1996 war er Trainer der uruguayischen Fußballnationalmannschaft. Mit dieser gewann er 1995 die Copa América. Im gleichen Jahr wurde er bei der von El País ausgerichteten Wahl zu Südamerikas Trainer des Jahres gekürt. Im Zuge der Preisverleihung nannte er den Spanier Domingo Balmaña, den er unter anderem als eine wahre Enzyklopädie des Fußballs bezeichnete, als sein Vorbild für die Trainertätigkeit. Seine Trainerkarriere beendete er schließlich in seinem Heimatland. Seine letzte Station war der Tacuarembó FC, bei dem er 2007 ausschied.

## Sonstiges
Überdies war Núñez auch Spielerberater, Repräsentant einer Sportbekleidungsfirma in Spanien und Gesellschafter eines Unternehmens, das ein Hotel in Punta del Este erwarb.
Núñez starb in seiner Wahlheimat Madrid nach langer Krankheit im Alter von 75 Jahren.